# 六英里鎮區 (阿肯色州富蘭克林縣)
六英里鎮區（英語：Six Mile Township）是位於美國阿肯色州富蘭克林縣的一個行政鎮區。

## 地方資料
六英里鎮區的面積為23.60平方千米，當中陸地面積為23.59平方千米，而水域面積為0.01平方千米。根據2010年美國人口普查的數據，當地共有人口234人，而人口密度為每平方千米9.92人。